# Exequibilidad
La exequibilidad (lat. exsequibilis) es una clase de sentencia emitida por la Corte Constitucional en la que se manifiesta que una ley es acorde a la constitución política. Se dice que una norma es declarada exequible cuando su contenido se ajusta a la Constitución Política o Carta Magna. El término se contrapone con inexequible, evento en el cual una norma no se ajusta a lo expresado en la Carta Política.

## Definición
El término exequibilidad nace de la raíz latina exsequibilis. Derivado del latín exsĕqui que significa 'seguir hasta el fin', 'realizar'.